# Sainte-Colombe-près-Vernon
Sainte-Colombe-près-Vernon település Franciaországban, Eure megyében. Lakosainak száma 310 fő (2022. január 1.). Sainte-Colombe-près-Vernon Saint-Aubin-sur-Gaillon, Villez-sous-Bailleul, La Chapelle-Longueville, Chambray, Autheuil-Authouillet és Champenard községekkel határos.

## Népesség
A település népessége az elmúlt években az alábbi módon változott:
| Lakosok száma | 90   | 168  | 221  | 224  | 313  | 318  | 309  | 298  | 299  | 310  |
|               | 1968 | 1982 | 1990 | 2006 | 2013 | 2015 | 2017 | 2019 | 2020 | 2022 |